# Spermophora dieke
Spermophora dieke là một loài nhện trong họ Pholcidae. Loài này được phát hiện ở Guinea.